# Шкала сейсмічної інтенсивності Японського Метеорологічного Агентства
Шкала сейсмічної інтенсивності Японського Метеорологічного Агентства (JMA) (відома в Японії як сейсмічна шкала Шіндо) - це шкала сейсмічної інтенсивності, яка використовується в Японії для класифікації інтенсивності локального тремтіння ґрунту, спричиненого землетрусами.

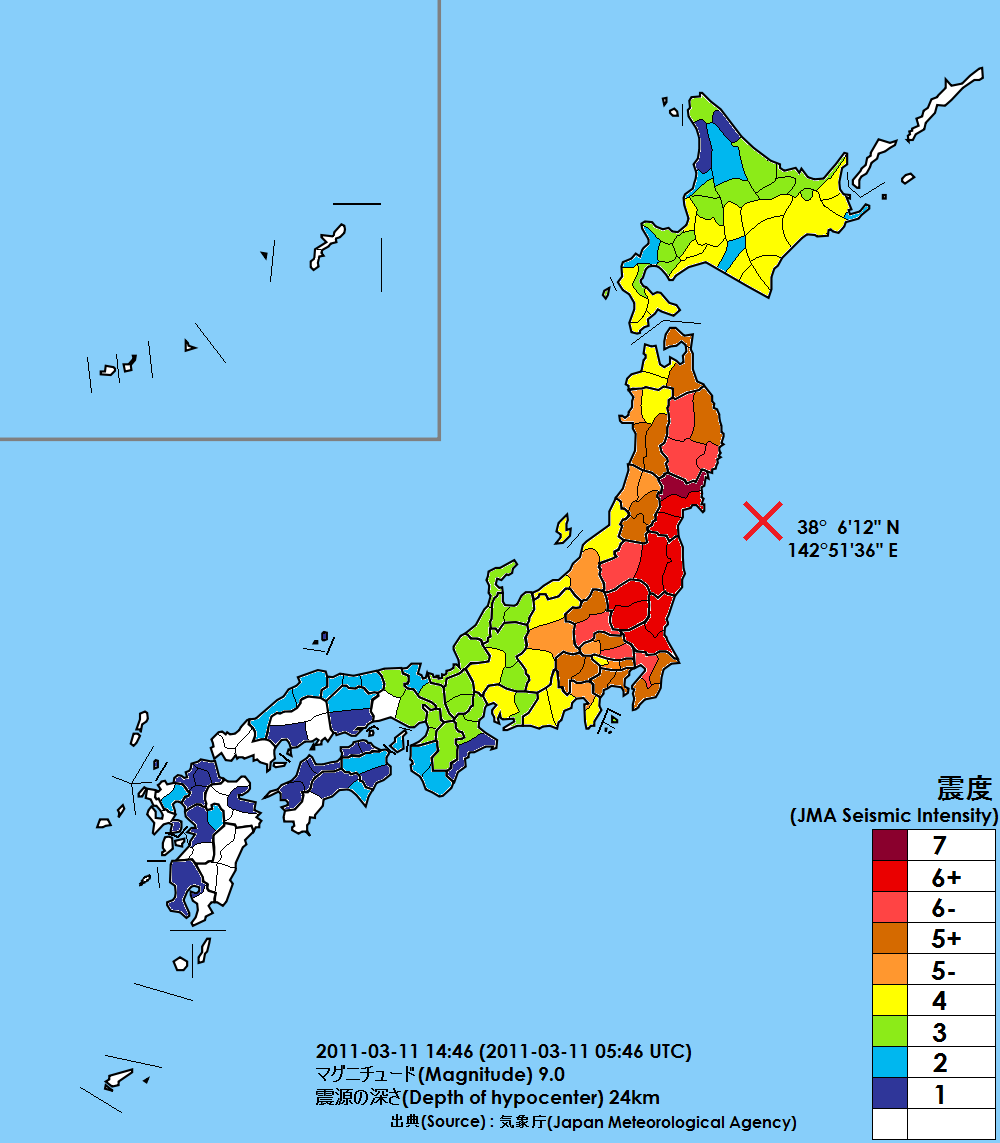
Карта Японії, що показує розподіл максимальної інтенсивності сейсмічного впливу JMA за префектурою для землетрусу в Тохоку 2011 року

Шкала інтенсивності JMA не повинна плутатися або поєднуватися з вимірами магнітуди, такими як магнітуда моменту (Mw) та попередні шкали Ріхтера, які відображають, скільки енергії виділяє землетрус. Подібно до шкали Меркаллі, схема JMA кількісно визначає, скільки тремтіння поверхні землі відбувається в місцях вимірювань, розподілених по всій зоні ураження. Інтенсивності виражаються як числові значення, що називаються shindo (震度, "сейсмічна інтенсивність"); чим вище значення, тим сильніше трясіння. Значення походять від пікового прискорення ґрунту та тривалості струшування, на які самі впливають такі фактори, як відстань та глибина гіпоцентра (вогнища), місцеві ґрунтові умови та характер геології між ними, а також величина події; таким чином, кожен землетрус спричиняє численні інтенсивності.
Дані, необхідні для розрахунку інтенсивності отримані з мережі 670 спостережних станцій, що використовують «Модель 95» сильні коливання грунту акселерометри. Агентство надає громадськості звіти в режимі реального часу за допомогою засобів масової інформації та Інтернету вказуючи час подій, епіцентр (місцезнаходження), величину та глибину з наступними показниками інтенсивності у постраждалих населених пунктах.

## Історія
JMA  вперше визначив шкалу інтенсивності з чотирма приростами в 1884 р. з рівнями bi , jaku (弱, слабкий), kyo (強, сильний) та retsu (烈, дуже сильний). У 1898 р. Шкала була змінена на числову схему, призначаючи землетруси рівнями 0–7. 
У 1908 р. Описові параметри були визначені для кожного рівня шкали, а інтенсивності, що супроводжують землетрус, було присвоєно рівень відповідно до сприйнятого впливу на людей у кожному місці спостереження. Це широко використовувалося в період Мейдзі та переглядалося в період Шови з описом, що передбачають капітальний ремонт. 
Після Великого землетрусу в Ханшині 1995 р. Перший землетрус, що спричинив тремтіння найсильнішої інтенсивності шкали (7), інтенсивності 5 та 6, був перевизначений на два нових рівні, переконфігурувавши шкалу в один із 10 кроків: 0–4, нижчий / верхня 5 (５弱/５強, "слабкий / сильний" 5), нижній / верхній 6 (６弱/６強"слабкий / сильний" 6) та 7. Ця шкала використовується з 1996 р.

## Огляд шкали
Шкала JMA виражається в рівнях сейсмічної інтенсивності від 0 до 7 способом, подібним до рівня шкали інтенсивності Меркаллі, який зазвичай не використовується в Японії. Звіти про землетруси в реальному часі обчислюються автоматично на основі вимірювань сейсмічної інтенсивності пікового прискорення ґрунту по всьому постраждалому району, а JMA повідомляє про інтенсивність для даного землетрусу відповідно до прискорення землі в точках вимірювань. Оскільки не існує простої лінійної кореляції між прискоренням землі та інтенсивністю (це також залежить від тривалості струшування), значення прискорення землі у наступній таблиці є наближеннями.
| Інтенсивність                | Відчутність для: людей                                                                                     | В приміщенні | Надворі | Житлові будинки | Інакші будівлі | Комунальні споруди | Земля і схили | Пікове прискорення землі | Mercalli equivalent (appr.) |
| ---------------------------- | --- | --- | --- | --- | --- | --- | --- | ------------------------ | --------------------------- |
| 0 / 0–0.4                    | Невідчутний для більшості людей.                                                                           | Внутрішні предмети не будуть трястись. | | | Без пошкоджень | | | <0.008 m/s2              | I                           |
| 1 / 0.5–1.4                  | Відчутне для деяких людей у верхніх поверхах багатоповерхових будівель                                     | Предмети можуть хитатися або брязкати. | | | Без пошкоджень | | | 0.008–0.025 m/s2         | I–II                        |
| 2 / 1.5–2.4                  | Відчутне для більшості людей у приміщенні. Пробуджує людей з чутким сном.                                  | Висячі предмети колишуться. | | Тремтіння без пошкоджень. | Без пошкоджень | | | 0.025–0.08 m/s2          | II–IV                       |
| 3 / 2.5–3.4                  | Помітно для всіх в приміщенні. Декого лякає.                                                               | Предмети всередині помітно брязкають і можуть впасти з піднятих поверхонь. | Коливання повітряних ліній електропередач. Відчутне для людей на відкритому повітрі. | Домівки можуть сильно тремтіти. Можливі легкі пошкодження будинків з низькою стійкістю до землетрусів. | Легкі пошкодження старих будівель з низькою стійкістю до землетрусів. Легкі пошкодження будівель, стійких до землетрусів. | Не впливає | | 0.08–0.25 m/s2           | III–IV                      |
| 4 / 3.5–4.4                  | Лякає більшість людей. Деякі втікають на двір. Будить більшість сплячих.                                   | Гойдалки, що висять, і посуд у шафі брязкають. Незахищені предмети валяться. Голосно звучить. | Лінії електропередач хитаються. Тремор відчутний для людей зовні. | Легкі пошкодження будинків, менш стійких до землетрусів. Більшість будинків сильно тремтять, стіни можуть тріснути. Житлові будинки будуть тремтіти.                                                                        | Невеликі пошкодження нежитлових будівель. Невеликі пошкодження землетрусостійких конструкцій. | Перебої в електриці | Ніяких зсувів та тріщин ґрунту | 0.25–0.80 m/s2           | V–VII                       |
| 5– (5-lower) (5弱) / 4.5–4.9 | Більшість людей намагаються врятуватися від небезпеки, вибігаючи на вулицю. Декотрим людям тяжко рухатися. | Підвісні предмети гойдаються. Більшість незахищених предметів валяться. Падає посуд із шафами та книги на полицях; меблі рухаються.                                                                                    | Службові стовпи хитаються. Вікна можуть зламатися або впасти, не зміцнені стінки шлакоблоку зруйнуються, часткові пошкодження дороги.                                                                    | Пошкодження стін і колон слабостійких житлових споруд | Тріщини стін у будівлях з низьким рівнем стійкості до землетрусів. Легкі пошкодження звичайних та землетрусостійких конструкцій | Автоматичні клапани відсікають житловий газ. Деякі перебої з водопостачанням. Відключення світла.                                                          | М'яка земля може тріснути. Можливі обвалення гірських порід та невеликі поломки схилів.                                                    | 0.80–1.40 m/s2           | V–VIII                      |
| 5+ (5-upper) (5強) / 5.0–5.4 | Багато людей сильно перелякані і їм важко рухатися.                                                        | Більшість тарілок та більшість книг падають. Іноді телевізор на стійці падає, важкі меблі, такі як комод, висуваються двері розсувних дверей з канавки, а деформація дверних рам робить неможливим відкривання дверей. | Неармовані залізобетонні стіни можуть зруйнуватися і надгробки перекинутися. Багато автомобілів зупиняються, оскільки їй стає важко їхати від тряски. Погано встановлені торгові автомати можуть впасти. | Менш землетрусостійкі будинки та квартири зазнають значних / значних пошкоджень стін та стовпів і можуть нахилитися. | У стінах утворюються середні та великі тріщини. Поперечини та стовпи менш землетрусових будівель і навіть дуже землетрусових будівель також мають тріщини. | Пошкоджені газові труби та водопроводи. (У деяких регіонах газові та / або водопостачання перервані.)                                                      | На м’якому ґрунті можуть з’явитися тріщини. Були обвалення гірських порід.                                                                 | 1.40–2.50 m/s2           | VI–IX                       |
| 6– (6-lower) (6弱) / 5.5–5.9 | Важко триматися стоячим.                                                                                   | Багато важких і незакріплених меблів рухається або падає. У багатьох випадках неможливо відкрити двері. Всі предмети будуть сильно трястись.                                                                           | Сильно і суворо відчутно зовні. Світлові стовпи хитаються, і електричні стовпи можуть падати вниз, спричиняючи пожежі.                                                                                   | Менш землетрусостійкі будинки руйнуються, навіть стіни та стовпи інших будинків пошкоджуються. Житлові будинки можуть зруйнуватися, коли поверхи падають один на одного.                                                    | Менш землетрусостійкі будівлі легко отримують значні пошкодження і можуть бути зруйновані. Навіть сильно захищені від землетрусів будівлі мають великі тріщини в стінах і, принаймні, можуть бути пошкоджені як мінімум. У деяких будівлях настінна плитка та віконні панелі пошкоджуються та падають. | Газові труби та / або водопроводи будуть пошкоджені. Газ, вода та електрика перервані.                                                                     | У землі з’являються невеликі та середні тріщини, відбуваються більші зсуви.                                                                | 2.50–3.15 m/s2           | VIII–X                      |
| 6+ (6-upper) (6強) / 6.0–6.4 | Неможливо стояти; неможливо рухатися не повзаючи.                                                          | Більшість важких і незакріплених меблів пересуваються або переміщуються. | Дерева можуть впасти через сильне трясіння. Мости та дороги зазнають пошкоджень від помірного до сильного.                                                                                               | Менш землетрусостійкі будинки зруйнуються або будуть сильно пошкоджені. У деяких випадках, найстійкіші до землетрусів резиденції, сильно пошкоджені. Багатоповерхові багатоквартирні будинки впадуть частково або повністю. | Багато стін руйнуються або, принаймні, сильно пошкоджені. Деякі менш стійкі до землетрусів будівлі руйнуються. Навіть сильно стійкі до землетрусів будівлі зазнають серйозних руйнувань. | Іноді газові та водопроводи пошкоджуються. (Електричне обслуговування переривається. Іноді на великій території припиняється обслуговування газу та води.) | У землі можуть з’явитися тріщини, трапляються зсуви.                                                                                       | 3.15–4.00 m/s2           | IX–X                        |
| 7 / 6.5 and up               | Падіння від тремтіння і неможливий рух.                                                                    | Більшість важких і неприв'язаних меблів пересуваються або переміщуються. | У більшості будівель настінна плитка та віконні панелі пошкоджуються та падають. У деяких випадках залізобетоноблокові стіни руйнуються.                                                                 | Більшість або всі резиденції руйнуються або отримують серйозні пошкодження, незалежно від того, наскільки вони стійкі до землетрусів.                                                                                       | Більшість або всі будівлі (навіть землетрусостійкі) зазнають серйозних пошкоджень. | Електричне, газове та водопостачання перервано. | Земля значно спотворена великими тріщинами та тріщинами, трапляються провали схилів та зсуви, які можуть змінити топографічні особливості. | Більше ніж 4 m/s2        | X–XII                       |

## Порівняння з іншими сейсмічними масштабами
Дослідження 1971 р., Яке збирало та порівнювало інтенсивності за шкалами JMA та шкалами Медведєва – Спонгейера – Карніка (MSK), показало, що шкала JMA більше підходить для менших землетрусів, тоді як шкала MSK більше підходить для більш сильних землетрусів. Дослідження також припустило, що для невеликих землетрусів до інтенсивності JMA 3 кореляцію між значеннями MSK та JMA можна розрахувати за формулою MSK = JMA1,5 + 1,5, тоді як для більших землетрусів кореляція становила MSK = JMA1,5 + 0,75.

## Дивитися також
- Техніка землетрусів
- Японський координаційний комітет з прогнозування землетрусів
- Список землетрусів в Японії
- Ядерна енергетика в Японії (розділ сейсмічності)
- Шкала сейсмічної інтенсивності
- Шкали сейсмічної величини

## Зовнішні посилання
- Останні землетруси в Японії перераховані за часом виникнення з місцем розташування, величиною та максимальною інтенсивністю [Архівовано 13 лютого 2021 у Wayback Machine.] . Клацніть на час появи, щоб побачити карту із зазначеними зонами; клацніть постраждалу область на карті, щоб побачити більш локалізовану карту тремтіння, що показує розподіл інтенсивності (англійською мовою).
- Шкала сейсмічної інтенсивності JMA [Архівовано 19 березня 2021 у Wayback Machine.] з докладними описами (англійською мовою).